# Foulque Ier d'Orléans
Foulque ou Foulques est un homme d’Église français du début du XIe siècle.
Il succède à Arnoul sur le siège épiscopal d’Orléans.

## Biographie
Il est notamment évêque d'Orléans. La période pendant laquelle il occupe cette charge est incertaine (1004-1012 ?), mais elle correspond à un moment de tension avec l'abbaye de Fleury, située une quarantaine de kilomètres à l'est d'Orléans, dont l'abbé dispute à l'évêque d'Orléans le contrôle spirituel et temporel de la région, sur fond de conflit entre le roi de France et le comte de Blois. C'est ainsi que Foulque mène en 1008 une expédition militaire contre l'abbaye, mais elle est repoussée par les moines.